# Simon McBride
Simon McBride (Belfast, 9 aprile 1979) è un chitarrista britannico naturalizzato statunitense, celebre per la sua militanza nei Deep Purple.

## Biografia
Inizia la sua carriera professionistica nel 1997. Meno di un anno dopo, McBride fu reclutato dalla band metal di Belfast Sweet Savage, che si riformò nel 1994 senza il loro chitarrista fondatore, Vivian Campbell, (che nel frattempo era entrato a far parte delle band Dio, Def Leppard e Whitesnake), che McBride sostituì. Ha fatto un tour con la band e ha registrato due album, Killing Time (1996) e Rune (1998).
Nel 2008, McBride ha pubblicato il suo album di debutto, Rich Man Falling; in quel periodo apriva spettacoli nel Regno Unito e in Irlanda per Jeff Beck, Joe Bonamassa e il chitarrista slide statunitense Derek Trucks.  Nell'autunno 2010 ha inoltre supportato Joe Satriani.
Nel 2016, McBride si è unito al supergruppo Snakecharmer, sostituendo Micky Moody e ha registrato il loro nuovo album "Second Skin" pubblicato nel maggio 2017 in tour con loro da allora.
Il 23 luglio 2022 ha ufficialmente sostituito Steve Morse nei Deep Purple.

## Discografia

### Solista
- 2008 - Rich Man Falling
- 2010 – Since Then
- 2012 – Nine Lives
- 2014 – No Room to Breathe
- 2022 - The Fighter

### Con gli Sweet Savage
- 1996 - Killing Time
- 1998 - Rune

### Collaborazioni
- 2001 - Nylon & Steel - Manuel Barrueco
- 2006 - Gillan's Inn - Ian Gillan
- 2024 - Deep Purple =1